# Frontonasale Dysplasie
Die Frontonasale Dysplasie ist eine seltene angeborene  Entwicklungsstörung des Mittellinien-Entwicklungsfeldes mit den Hauptmerkmalen Anomalien der Augen, der Stirn und Nase sowie  Dysraphie der Gesichtsmitte und spitzer Haaransatz.
Synonyme: Mittellinien-Defekt; Mittellinienverschlußstörung; ventrales Defektsyndrom; Syndrom der medianen Gesichtsspalte; Mediane-Spalte-Syndrom; ALX-3-abhängige fronto-nasale Dysplasie; Isolierte mediane Gesichtsspalte; Syndrom der isolierten medianen Spalte; englisch midline-cleft-syndrome; Median-Cleft-Face-Syndrome

## Verbreitung
Die Häufigkeit sowie die Ätiologie sind nicht bekannt. Bislang wurde über etwa 100 Patienten berichtet.
Vermutlich handelt es sich um eine Störung der embryologischen Entwicklung der Nasenkapsel.

## Vererbliche Formen
Bei einigen wenigen Formen ist der Erbgang und der Gen-Defekt bekannt:
- Toriello-Syndrom autosomal-dominant, Mutationen am ZSWIM6-Gen im Chromosom 5 am Genort q12.1[4][5]
- Frontonasale Dysplasie Typ 1 (Frontorhinie), hauptsächlich Auffälligkeiten der Nase, langes Philtrum und Ptosis des Oberlides[6], autosomal-rezessiv, Mutationen im ALX3-Gen im Chromosom 1 an p13.3.[7]
- Frontonasale Dysplasie Typ 2, Alopezie  und vergrößerte Foramina parietalia im Scheitelbein, beim männlichen Geschlecht häufig genitale Fehlbildungen[6], autosomal-rezessiv, Mutationen im ALX4-Gen  im Chromosom 11 an p11.2[8]
- Frontonasale Dysplasie Typ 3, Anophthalmie oder Mikrophthalmie, tief ansetzende Ohrmuscheln, Typ mit den ausgeprägtesten Gesichtsveränderungen[6], autosomal-rezessiv, Mutationen im ALX1-Gen im Chromosom 12 an q21.3q[9]

Die medizinische Datenbank Orphanet führt weitere Syndrome, bei denen eine Frontonasale Dysplasie wesentliches Merkmal ist:
- Kranio-fronto-nasale Dysplasie
- Frontonasale Dysplasie-bifide Nase-Anomalien der oberen Extremitäten-Syndrom[10]
- Kranio-fronto-nasale Dysplasie – Poland-Anomalie[11]
- SIX2-assoziierte frontonasale Dysplasie[12]
- Hypertelorismus vom Typ Teebi (Synonym(e): Dysplasie, brachy-zephalo-fronto-nasale, Dysplasie, kranio-fronto-nasale, Typ Teebi)

## Klinische Erscheinungen
Diagnostische Kriterien:
- angeborene Fehlbildungen meist in der Mittellinie des Körpers
- Augen wie Kolobom, Katarakt, Mikrophthalmie
- Zentralnervensystem, auch Corpus-callosum-Agenesie, Enzephalozele
- Mittelgesicht mit Lippen-Kiefer-Gaumenspalte, Hypertelorismus, breiter Nasenwurzel, große, geteilte Nasenspitze
- Kehlkopf, Luft-, Speiseröhre, Herz, Zwerchfell

Hinzu können Fehlbildungen am Genitale, dem Anus und/oder der Wirbelsäule, seltener eine Meningomyelozele, eine Sirenomelie oder ein Kaudales Regressionssyndrom kommen.

## Diagnose
Bereits intrauterin können durch Fehlbildungs-Ultraschall einige Auffälligkeiten nachgewiesen werden.
Liegt eine Kombination mit einer Kraniosynostose vor, kann es sich um eine Kranio-fronto-nasale Dysplasie handeln.
Abzugrenzen ist auch die Kraniotelenzephale Dysplasie.

## Therapie
Zur Korrektur der Gesichtsveränderungen stehen verschiedene operative Verfahren zur Verfügung.

## Geschichte
Der Begriff „Median Cleft Face Syndrome“ wurde im Jahre 1967 durch W. DeMyer geprägt.
Die Bezeichnung „Frontonasale Dysplasie“ wurde im Jahre 1970 durch den argentinischen Pathologen Heddie O. Sedano geprägt.
Die erste Zusammenfassung als Entwicklungsfelddefekt erfolgte im Jahre 1982 durch den US-amerikanischen Humangenetiker John Marius Opitz und Enid F. Gilbert.

## In der Tiermedizin
Diese Dysplasieform kommt auch bei Tieren vor.